# Disturbi del neurosviluppo
Il termine "neurosviluppo" deriva dal greco antico νεῦρον (nervo), e "sviluppo", dal latino dis-, prefisso, e volvĕre (arrotolare, avvolgere). Pertanto, il neurosviluppo è il processo di sviluppo del sistema nervoso, comprese le sue strutture anatomiche e neurali e le funzioni cognitive, motorie, emotive e comportamentali correlate. 
Le varianti del neurosviluppo sono infatti condizioni neuroevolutive che coinvolgono traiettorie divergenti rispetto allo sviluppo tipico del cervello della maggior parte delle persone, cosiddette neurotipiche. Una delle peculiarità significative di tali condizioni è che sono presenti già dalla nascita, tuttavia la loro evidenziazione avviene tipicamente durante l'infanzia, prima dell'età adolescenziale, quando emergono maggiormente abilità sociali, cognitive ed emozionali. Inoltre, sono stati, e ancora oggi vengono definiti disturbi del neurosviluppo, ma si distinguono anche da altri disturbi neuropsichiatrici per il loro decorso clinico costante e stabile nel tempo, contrariamente a situazioni caratterizzate da remissioni e ricadute
le varianti del neurosviluppo, sia a causa della complessità del funzionamento neurocognitivo sia a causa del sistema sociale, possono portare a significative difficoltà nel funzionamento personale, sociale, scolastico o lavorativo dei soggetti. Questi possono manifestarsi in varie forme, quali difficoltà nell'apprendimento, nel controllo delle funzioni esecutive, nonché importanti variazioni delle capacità sociali o cognitive nel loro complesso. Spesso si osserva la compresenza di due o più varianti del neurosviluppo in un individuo. Ad esempio, è frequente che le persone appartenenti allo spettro autistico presentino anche una disabilità intellettiva.
Secondo l’Istituto Superiore di Sanità, in Italia, le varianti del neurosviluppo interessano quasi 2 milioni di bambini e ragazzi, corrispondenti al 10-20% della popolazione tra 0 e 17 anni. Tale dato evidenzia l'ampia portata di tali condizioni nel contesto della popolazione giovanile del Paese.

## Caratteristiche
Nella traiettoria di sviluppo, emergono caratteristiche che segnalano una varietà di tratti che divergono dallo sviluppo cognitivo, sociale e comportamentale dei bambini e dei giovani neurotipici. Questi segni distintivi possono manifestarsi in diversi modi:
- Sviluppo atipico: un elemento chiave nelle condizioni del neurosviluppo è uno sviluppo non conforme agli standard tipici, evidenziato in settori come il linguaggio, le modalità sociali e sensoriali e le capacità motorie ed esecutive. I bambini con questo funzionamento potrebbero mostrare un linguaggio limitato o inusuale, diversità nell'interazione sociale o movimenti inconsueti. Queste caratteristiche possono emergere precocemente, spesso già nei primi anni di vita, e possono perdurare nel tempo, creando sfide significative nel loro percorso di crescita e apprendimento.

- Diversa selettività dell’attenzione e concentrazione: un'altra caratteristica centrale è rappresentata da una variazione nelle capacità di mantenere l'attenzione e la concentrazione. I bambini ADHD, ad esempio, possono riscontrare difficoltà nel mantenere il focus su un compito non motivante, essendo più facilmente distratti da stimoli esterni e dai loro processi cognitivi. Al contrario, se le attività sono percepite come particolarmente stimolanti e motivanti tenderanno a concentrarsi in maniera totalizzante su di esse (iperfocus), trascurando a volte anche la percezione temporale. Queste difficoltà possono influenzare la loro capacità di apprendimento e partecipazione sociale, generando frustrazione e compromettendo il loro benessere emotivo e psicologico.

- Sensibilità sensoriale: le varianti del neurosviluppo spesso coinvolgono anche una variazione nella sensibilità sensoriale e un filtro degli input sensoriali che si diffonde su una gamma più ampia di dettagli. Alcuni bambini possono essere ipersensibili a determinati stimoli come rumori intensi o luci brillanti mentre altri possono rispondere in modo meno marcato a sensazioni tattili o sensoriali, con diverse percezioni delle temperature e del dolore. Questi modelli di sensibilità possono influenzare il modo in cui i bambini interagiscono con il loro ambiente circostante, modulando le loro reazioni e comportamenti.

- Tratti emotivi e comportamentali: è comune riscontrare anche funzionamenti emotivi e comportamentali tipici nei bambini con varianti del neurosviluppo. Questi bambini potrebbero sperimentare ansia, burnout, irritabilità o comportamenti aggressivi in risposta a situazioni stressanti o frustranti. La regolazione delle emozioni, in una società tipicamente su misura della maggioranza neurotipica, può essere un'area di particolare disagio, influenzando le loro interazioni sociali e la loro capacità di adattarsi a nuove situazioni.
- Memoria contestuale: in alcuni individui neurodivergenti i ricordi di un contesto possono essere arricchiti maggiormente da dettagli sensoriali (suoni, colori, odori etc.) ed emozionali, rispetto alle persone neurotipiche in cui l’associazione ai dettagli contestuali è più focalizzata sugli aspetti verbali e sequenziali degli eventi e quindi con un’attenzione all’intonazione, ai toni e sintassi del linguaggio.
- Variabilità nelle interazioni sociali: è una caratteristica comune tra le persone con varianti neurologiche dello sviluppo come autistici, ADHD, disprassici, altamente sensibili., etc. Il sovraccarico sensoriale potrebbe portare ad una riduzione del contatto fisico/visivo, può esserci una preferenza per connessioni sociali che si basano meno sulle conformità a ruoli, o esprimere empatia e affinità in modo atipico. Tuttavia, tali condizioni possono essere molto differenti tra loro, in base all’individuo, alla sua sensibilità e processazione cognitiva. In comune tra gli individui neurodivergenti risultano in media più alti i tassi di esclusione sociale, incomprensione nelle relazioni e barriere sistemiche, a causa di stereotipi e aspettative culturali su come ci si dovrebbe comportare in gruppo. Tuttavia, in contesti inclusivi, queste disparità si riducono significativamente.

Queste caratteristiche generali, insieme ad altri segnali comuni come variazioni di ritmo nello sviluppo motorio e del linguaggio rispetto alle persone neurotipiche, diversità nella comunicazione e comportamenti ripetitivi, costituiscono una gamma diversificata di segnali che potrebbero indicare la presenza di un funzionamento mentale non neurotipico. La presenza di questi segnali però non indica necessariamente la presenza di una variazione del neurosviluppo, ma può suggerire la necessità di una valutazione più approfondita da parte di professionisti qualificati, come medici, psicoterapeuti o neuropsichiatri infantili. Solo attraverso una valutazione accurata è possibile formulare una diagnosi appropriata, dal momento che tali varianti neurologiche possono sovrapporsi e/o differenziarsi notevolmente. Le persone adulte attualmente possono rivolgersi a un Centro di Salute Mentale (CSM).
Nella pratica clinica, essendo le varianti del neurosviluppo influenzate da fattori genetici e biologici fin dalla nascita, tendono a non essere riconosciute con facilità, rendendo così la diagnosi e la valutazione più complessa una volta raggiunta l'età adulta. La loro individuazione richiede uno screening accurato: i bambini con variazioni specifiche dell'apprendimento, a causa delle loro differenze nella percezione e nel processamento sensoriale, potrebbero presentare una notevole sensibilità e acutezza mentale, pur affrontando in molti casi significative difficoltà in attività che coinvolgono la lettura, la scrittura o il problem solving, accentuate in contesti culturali non personalizzati completamente sulle loro esigenze. 
Riconoscere tempestivamente i tratti e le caratteristiche principali di queste neurodivergenze potrebbe garantire una gestione rapida e il sostegno necessario e su misura delle persone coinvolte.

## Fattori determinanti
I fattori che determinano il neurosviluppo atipico costituiscono un campo di studio complesso, in cui numerosi fattori genetici, neurologici, epigenetici ed evolutivi interagiscono per influenzare lo sviluppo, la maturazione e la funzione del cervello, portando all'espressione di un determinato funzionamento neurologico. 
Tra i fattori principali nella genesi delle varianti del neurosviluppo, spicca la componente genetica ed evolutiva. Studi condotti in questo ambito hanno dimostrato che variazioni e combinazioni genetiche specifiche possono predisporre gli individui ad un certo funzionamento neurologico, come l’espressione dei geni FOXP, che codificano per proteine che hanno un ruolo nello sviluppo embrionale e nel regolare la differenziazione cellulare. Tuttavia l'interazione genetica è complessa, e riguarda numerosi geni, ancora in fase di studio.
I fattori neurologici influenzano come il cervello elabora e risponde agli stimoli esterni, modificando l’attività e la sensibilità di certe aree cerebrali e sistemi neurotrasmettitoriali. Alcune varianti di geni sembrano essere coinvolti nella crescita dei neuroni e nell’eliminazione e stabilizzazione delle sinapsi che connettono i neuroni, creando come risultato connessioni tra neuroni atipiche che potrebbero spiegare i processi di pensiero non lineare. Gli studi hanno dimostrato che, ad esempio, alcune persone autistiche presentano una maggiore densità di sinapsi, un pruning minore delle sinapsi e quindi una variazione dello sviluppo dei neuroni rispetto alla maggioranza.
Benché la ricerca abbia fatto progressi nel comprendere tali meccanismi, molte domande restano ancora senza risposta, e tuttora vengono definite come condizioni patologiche dello sviluppo dal DSM-V, in ambito medico e di ricerca, sottolineando l'importanza di ulteriori approcci multidisciplinari per svelare le radici dei differenti funzionamenti del cervello, con un'attenzione all’influenza psicologica individuale e dei contesti socioculturali.

## Fattori correlati
I fattori correlati alle condizioni del neurosviluppo sono ambientali e riguardano fattori ambientali ed epigenetici.
Si ritiene che ii fattori ambientali durante la gestazione e nei primi anni di vita svolgano un ruolo nell’influenzare le varianti neurologiche dello sviluppo. Alcuni studi dimostrano che l'esposizione a sostanze chimiche, infezioni, alcol, droghe o situazioni di stress durante la gravidanza potrebbe influenzare lo sviluppo del cervello fetale, aumentando il rischio di problemi dello sviluppo anche dal punto di vista cognitivo. Eventi perinatali, come complicazioni durante il parto o l'asfissia alla nascita, possono incidere sullo sviluppo neurologico del neonato. Tuttavia, questo può anche essere associato a malformazioni fisiche e dell'apparato cardiovascolare e respiratorio e a difficoltà cognitive legate, ad esempio, alla memoria o all’attenzione, che spesso possono portare a disturbi dello spettro fetale alcolico(FASD), i quali hanno danni permanenti non genetici e possono sovrapporsi con le varianti del neurosviluppo che invece sono innate.
Tra i fattori genetici e ambientali, il microbioma intestinale per esempio delle persone autistiche è differente e questo potrebbe spiegare l’elevata percentuale di bambini autistici che soffre di disturbi gastrointestinali, e l’alimentazione sembra influenzare ed essere influenzata dal microbioma. Anche l’uso di antibiotici può potenzialmente influenzare la diversità dei batteri intestinali. Tuttavia, gli studi sul microbioma nelle persone autistiche sono per ora limitati.

## Supporto
Il supporto e l'accomodamento per le persone neurodivergenti è altamente personalizzato e richiede un approccio su misura per le esigenze individuali di ciascun individuo, con il rispetto del funzionamento mentale individuale. Queste variazioni dello sviluppo possono manifestarsi in modi diversi e coinvolgere una vasta gamma di sintomi, quindi è essenziale una valutazione completa per determinare un supporto terapeutico adatto alle esigenze.
La terapia comportamentale attualmente è ritenuta efficiente tra le terapie evidence-based per le variabili del neurosviluppo. La terapia dovrebbe mirare a comprendere e migliorare le abilità sociali, comunicative e comportamentali, aiutando gli individui a sviluppare strategie pratiche per affrontare le sfide quotidiane e della società. Spesso, questi programmi coinvolgono anche la famiglia del paziente per garantire un sostegno completo e una maggiore efficacia. La Neurodiversity Affirming Therapy, ad esempio, è un approccio terapeutico che si concentra sul supportare le difficoltà come il sovraccarico sensoriale, il burnout e lo stress o nel trovare modi per massimizzare le funzioni esecutive e l'autodeterminazione. Il supporto educativo dovrebbe svolgere un ruolo fondamentale nell'inclusività e nella creazione di ambienti accessibili, promuovendo l'autodeterminazione e valorizzando i punti di forza individuali. Programmi educativi specializzati sono progettati per adattarsi alle esigenze specifiche degli individui neurodivergenti, fornendo loro le competenze necessarie per gestire la vita quotidiana e l'istruzione in modo efficace.
I modelli clinico-sanitari sono tuttora diretti verso una visione generalmente patologizzante delle neurodivergenze, per cui sono state sviluppate nuove terapie non-farmacologiche innovative per il trattamento di esse, attualmente definite dal DSM-5 e in ambito medico come disturbi del neurosviluppo. Queste terapie includono tecniche di neuromodulazione come la stimolazione magnetica transcranica (TMS), la stimolazione transcranica a corrente diretta (tDCS), la photo-bio-modulation (PBM) e il neurofeedback. Esse si basano sull'idea di influenzare l'attività cerebrale attraverso impulsi luminosi, magnetici o elettrici, dimostrandosi efficaci nel migliorare le difficoltà e le capacità cognitive. Queste terapie hanno un potenziale di utilità nel trattare la depressione, ma il rischio probabile potrebbe essere mirare a correggere un funzionamento neurologico già presente fin dalla nascita, che ha basi genetiche e neurologiche solide, e correlate a meccanismi evolutivi specifici.
Ad esempio anche nella pratica psichiatrica le neurodivergenze vengono trattate o medicalizzate, essendo considerate come disturbi del neurosviluppo. Pertanto, medici e/o psichiatri nel caso in cui i "sintomi" sono più gravi o persistenti, possono ricorrere alla terapia farmacologica. I farmaci utilizzati vengono selezionati attentamente in base alle specifiche manifestazioni cliniche del paziente. Ad esempio, per l'ADHD, possono essere prescritti farmaci mirati a gestire l'iperattività e la disattenzione per meglio adattarsi al contesto sociale, mentre in altri casi possono essere utilizzati farmaci per trattare disturbi comorbidi come depressione, ansia sociale, stanchezza cronica, PTSD

### Disturbi del linguaggio
Il disturbo del linguaggio è identificato dal DSM-5 come "difficoltà nell’acquisizione e nell’uso del linguaggio, causate da deficit nella comprensione o nella produzione del lessico, nella struttura della frase e del discorso". Questi disturbi coinvolgono molteplici discipline, dalla neurobiologia alle scienze cognitive, poiché possono derivare da diverse modalità del processo di elaborazione linguistica. Le cause dei disturbi del linguaggio possono essere molteplici, incluse componenti genetiche, funzionalità neurologiche, l'ambiente familiare, esposizione a traumi o malattie, fattori socio-economici e la sindrome di Down.
Per identificare la causa di un disturbo del linguaggio, è necessario adottare un approccio psicolinguistico complesso che consideri i molteplici livelli di elaborazione delle informazioni linguistiche. Questo include l'input linguistico, i percorsi di accesso, la memoria semantica, la selezione lessicale, la codifica delle proprietà e la produzione motoria. Esistono diverse teorie sull'origine del linguaggio, tra cui quelle di Skinner e Chomsky. La teoria di Chomsky suggerisce che l'acquisizione del linguaggio è innata, con ogni individuo che nasce con un programma di acquisizione del linguaggio. I disturbi del linguaggio si dividono in disturbi primari, che sono indipendenti da altri problemi cognitivi, neuromotori o sensoriali, e disturbi secondari, che derivano da altre condizioni come lesioni cerebrali. Le afasie sono un esempio comune di disturbi centrali che possono influenzare la produzione o la comprensione del linguaggio.
Per gestire i disturbi del linguaggio, sono raccomandate diverse strategie, tra cui terapia del linguaggio, intervento precoce, supporto educativo, coinvolgimento dei genitori e terapia multidisciplinare. Il sostegno psicologico può essere fondamentale per affrontare le sfide emotive associate ai disturbi del linguaggio. Riconoscere i segni precoci dei disturbi del linguaggio e intervenire tempestivamente può migliorare significativamente i risultati nel lungo termine. Lo screening precoce e una diagnosi accurata consentono di adottare il trattamento più adatto e personalizzato per massimizzare il potenziale di sviluppo linguistico e comunicativo del bambino.

### Spettro autistico
L'autismo comprende un ampio spettro, rappresentato da una serie di aspetti del neurosviluppo caratterizzati da una vasta gamma di esperienze e modalità di espressione. Questa neurodivergenza può presentare modalità differenti di interazione, principalmente riguardo alle capacità sociali, comunicative e comportamentali delle persone dello spettro autistico, tuttavia tali modalità presentano una variabilità individuale. Si potrebbero notare modalità diverse nel dialogo, nella condivisione di interessi e nel coinvolgimento reciproco, nelle emozioni e nei sentimenti, nella interpretazione di segnali sociali non verbali (come nel contatto visivo, nell'uso dei gesti, espressioni facciali, intonazioni, ritmi vocali etc.)e diverse modalità di pensiero che variano in base all'individuo. I livelli di empatia nelle persone autistiche variano dall'iperempatia, che può essere travolgente e stressante, a livelli di empatia cognitiva più bassi nel comprendere i segnali sociali di persone non-autistiche, tuttavia attualmente l'autismo viene ancora associato a mancanza o deficit di empatia.
Inoltre, ambienti che causano sovraccarico e diverse modalità di interpretazione delle informazioni non verbali, potrebbero rendere complicate le interazioni sociali coi coetanei. Se una persona autistica subisce alti livello di stress e/o ansia può più facilmente esaurirsi e isolarsi.
Comportamenti ripetitivi si manifestano attraverso movimenti, utilizzo ripetuto di oggetti o linguaggio per autocalmarsi, prevedibilità nelle routine e nei rituali comportamentali, immersioni in interessi specifici e fissi, come forma di auto-organizzazione che permette un equilibrio interno e una riduzione del sovraccarico sensoriale.
Il complesso funzionamento dell'autismo non è completamente compreso, ma vi è un'evidenza crescente dell'interazione di fattori genetici, neurologici ed epigenetici. L’autismo può essere ereditato dai genitori oppure potrebbero esserci mutazioni de novo, ovvero cambiamenti genetici nuovi, che compaiono per la prima volta in un individuo e che differenziano lo sviluppo del cervello. La persistenza di varianti di geni legate all’autismo suggerisce che non erano svantaggiose in ogni contesto - altrimenti l’evoluzione le avrebbe eliminate- ma in contesti ancestrali potrebbero aver avuto effetti neutri o vantaggiosi in alcune situazioni, grazie a capacità come la iper-focalizzazione sui particolari e la creatività.
Attualmente, dal punto di vista clinico si svolgono diagnosi e valutazioni dello spettro autistico che richiedono un'attenta osservazione del bambino in vari contesti e un dialogo approfondito con genitori e insegnanti. Sono disponibili test standardizzati specifici, come il M-CHAT-R per i bambini piccoli, per lo screening precoce. Gli specialisti utilizzano strumenti come l'Autism Diagnostic Observation Schedule (ADOS) per valutare il comportamento sociale e comunicativo.
In passato, i DSA venivano classificati in diverse categorie, tra cui autismo classico, sindrome di Asperger e altri disturbi pervasivi dello sviluppo. Il DSM-5 elimina queste distinzioni, ma queste variabili del neurosviluppo sono incluse tuttora sotto il termine "Disturbi dello Spettro Autistico".

### Disturbo da deficit di attenzione/iperattività (ADHD)
L'ADHD, acronimo di "disturbo da deficit di attenzione/iperattività", è una condizione inclusa nella categoria dei disturbi del neurosviluppo secondo il DSM-5, il Manuale Diagnostico e Statistico dei Disturbi Mentali.
L'ADHD non sarebbe da considerare una malattia, attualmente è riconosciuto come un disturbo del neurosviluppo, ma alcuni ricercatori stanno iniziando a definirla una variabilità del funzionamento del cervello rispetto alla norma statistica. Gli studiosi Hallowell e Ratey propongono l'uso del termine VAST, Tratto di Stimolo dell'Attenzione Variabile, per evidenziare il continuum complesso di esperienze dell'ADHD, che influenza la stimolazione e l'attenzione e ridurre la stigmatizzazione. Inoltre, secondo la prospettiva evoluzionista, l’ADHD è una forma di altruismo biologico che può promuovere vantaggi specifici nell'evoluzione della società. Gli individui ADHD possono avere una maggiore propensione al rischio e alla ricerca di novità, il che favorisce benefici nel gruppo come la prevenzione dai rischi, favorire il superamento dei limiti e aumentare la resilienza e la cooperatività del gruppo. Inoltre alcuni individui ADHD possono offrire prospettive multiple e non convenzionali del pensiero che arricchiscono l'adattabilità e l'evolvibilità all'interno della comunità. Tuttavia l’inclusività prescinde dall’ “utilità” e dai benefici che una persona ADHD potrebbe apportare all’interno di un gruppo.
Questo funzionamento, sia per aspetti intrinseci che sociali, può influenzare diversi aspetti della vita quotidiana, inclusi quelli scolastici, lavorativi e personali, essendo presente anche nell'età adulta. Le persone con ADHD mostrano un'ipersensibilità o un iperfocus verso gli stimoli esterni, con maggiore ricettività e capacità di catturare più stimoli contemporaneamente, pertanto anche una lieve distrazione potrebbe catturare la loro attenzione in modo selettivo. Le caratteristiche principali dell'ADHD si manifestano principalmente in:
- Iperattività: caratterizzata da un alto livello di attività motoria a causa di una modulazione dei neurotrasmettitori più rapida.
- Impulsività: l'energia è immediata poiché il sistema di elaborazione del cervello ADHD reagisce processando rapidamente o più intensamente le informazioni sensoriali e le emozioni
- Attenzione: difficoltà nel focalizzare l'attenzione su compiti specifici e mantenere la concentrazione e l'attenzione selettiva, se l'attività è percepita come stimolante, può suscitare un coinvolgimento intenso e una maggiore focalizzazione. L'attenzione esecutiva lavora insieme ad altre abilità delle funzioni esecutive come la memoria di lavoro che mantiene le informazioni selezionate, e l'attenzione sostenuta, che permette di resistere alle distrazioni. Il sistema attentivo ADHD funziona in modo più selettivo, attivandosi facilmente in presenza di specifici stimoli ambientali, se l'attività non risulta abbastanza motivante e/o interessante.

Questi caratteristiche possono essere evidenti già durante l'infanzia, ma in alcuni casi la diagnosi viene effettuata solo in età adulta, quando le sfide legate all'attenzione, organizzazione del tempo e controllo degli impulsi diventano più evidenti e influenzano la vita quotidiana. Altre caratteristiche presenti possono essere la percezione non lineare del tempo, l'inibizione cognitiva, connessioni di pensiero non convenzionali e la disregolazione emotiva. Secondo l'educatrice Trudy Knowles, il controllo degli impulsi e della regolazione emotiva si sviluppa nella prima infanzia, in cui il bambino, grazie al suo caregiver apprende ad inibire un comportamento potenzialmente pericoloso, per poi terminare lo sviluppo in età adulta.
Le cause specifiche dell'ADHD non sono completamente comprese, ma gli studi suggeriscono un'interazione complessa tra fattori genetici, neurobiologici e ambientali. Gli individui sembrano essere geneticamente predisposti all'ADHD, ma altri fattori, come l'ambiente prenatale, il contesto culturale e le condizioni neurobiologiche, possono influire sul processo di sviluppo. Ad esempio, si ipotizza che una variante del gene DAT1, che codifica per il trasportatore della dopamina e altri geni che modificano la struttura dei recettori della dopamina, influenzino la motivazione, l'attenzione e il controllo degli impulsi.
Non esiste una cura per l'ADHD, ma piuttosto strategie di gestione, sostegno e supporto che possono aiutare a ottimizzare il funzionamento quotidiano e migliorare la qualità della vita. Queste possono includere un percorso di apprendimento individuale (o di gruppo) con uno psicoterapeuta per comprendere le proprie caratteristiche ADHD tramite tecniche e/o psicoeducazione e sviluppare strategie e soluzioni personalizzate. In alcuni casi, tuttavia i farmaci possono essere prescritti per gestire i sintomi dell'ADHD. Tuttavia, la terapia farmacologica non è sempre necessaria e dipende dalle esigenze individuali di ciascun paziente.
Secondo il DSM-5, esistono tre sottotipi di ADHD:
- ADHD con attenzione ridotta: caratterizzato principalmente da sintomi di disattenzione.
- ADHD con impulsività e iperattività: evidenzia sintomi di impulsività e iperattività.
- ADHD combinato: caratterizzato dalla presenza di sintomi di tutti e tre i sottotipi.

La diagnosi dell'ADHD coinvolge valutazioni psicologiche e, se necessario, visite con specialisti come psichiatri o neuropsichiatri. Exploring the positive attributes of ADHD: The Variable Attention Stimulus Trait Stimulus (VAST) approach

### Plusdotazione
La plusdotazione cognitiva, nota anche come giftedness, superdotazione intellettuale o sovradotazione, si riferisce a un livello di abilità cognitive superiori rispetto alla media. La plusdotazione non è inclusa tra le varianti del neurosviluppo nel DSM-V, tuttavia un cervello plusdotato differisce dai cervelli neurotipici dal punto di vista neurologico.  Secondo uno studio, i bambini plusdotati sembrano avere reti cerebrali più interconnesse e versatili rispetto ai bambini neurotipici. Inoltre, le aree associative della corteccia nei bambini plusdotati hanno centri di connessione più numerosi e più attivi, i quali permettono una maggiore comunicazione tra diverse aree cerebrali. Ciò sembra ottimizzare i costi energetici nel compiere operazioni cognitive complesse, rispetto alle persone neurotipiche.
Le caratteristiche degli individui plusdotati possono essere di vario tipo:
•Emotive e sociali: alta sensibilità, accuratezza e perfezionismo perseveranza, autoconsapevolezza delle emozioni, alti livelli di maturità morale, tendenza all'introversione, preferenza per ambienti non troppo stimolanti, abilità di leadership
•Cognitive: il massiccio quoziente intellettivo (QI>130) e la maggiore flessibilità cognitiva, permettono all'individuo plusdotato di considerare il quadro generale di una situazione, trovando soluzioni a problemi da angolazioni inusuali. Inoltre, è presente un'iperspecializzazione intellettuale, cioè l'individuo dotato, grazie alla sua motivazione intrinseca può sviluppare un profondo e dettagliato interesse per un certo campo o argomento e diventarne esperto.
Lo sviluppo delle funzioni cognitive come l'apprendimento visuo-spaziale e il pensiero convergente e non sequenziale, soprattutto in contesti scolastici non facilita l'attenzione sostenuta, ciò non favorisce le prestazioni accademiche in ambienti scolastici in cui si privilegia un apprendimento verbale e sequenziale, e può inoltre accrescere un senso di monotonia, frustrazione e noia. Tuttavia, in uno studio condotto su adolescenti, è stata valutata l'intelligenza emotiva e verbale tramite la descrizione di come avrebbero affrontato una situazione sociale complessa. I partecipanti gifted presentavano un'intelligenza emotiva più elevata e sembravano fornire una descrizione più dettagliata e sfumata delle situazioni sociali, dimostrando una maggiore consapevolezza emotiva, comprensione dei sentimenti altrui e una migliore gestione di fronte a pressioni del gruppo, con un’attenta sensibilità alle ingiustizie. In alcuni individui, la plusdotazione può combinarsi con una o più variazioni neurologiche come lo spettro autistico, l'ADHD o l'alta sensibilità.

### Disturbi specifici dell’apprendimento (DSA)
I disturbi specifici dell'apprendimento (DSA) costituiscono una categoria di condizioni neurosviluppali che si manifestano con significative difficoltà nell'acquisizione e nell'applicazione delle abilità fondamentali di lettura, scrittura e calcolo, nonostante le opportunità di apprendimento vengano definite adeguate. Queste condizioni rappresentano una sfida significativa, influenzando non solo il rendimento accademico, ma anche la socializzazione e l'autostima. 
Le cause dei DSA sono complesse e multifattoriali, coinvolgendo una combinazione di fattori genetici, neurobiologici e ambientali. Gli studi genetici hanno evidenziato una componente ereditaria nei DSA, con una maggiore probabilità di sviluppare tali condizioni nei familiari di primo grado dei soggetti che li possiedono. Tuttavia, fattori ambientali, come l'esposizione a sostanze nocive durante la gravidanza o traumi cerebrali precoci, potrebbero influenzare i DSA.
Dal punto di vista neurobiologico, i DSA sono associati a disfunzioni specifiche in aree cerebrali coinvolte nell'elaborazione del linguaggio e dei numeri. Ad esempio, la dislessia è stata correlata a anomalie nella connettività delle regioni cerebrali coinvolte nella decodifica fonologica, mentre la discalculia può essere associata a minori attivazioni delle reti neurali coinvolte nel calcolo numerico.
I DSA si presentano in diverse forme, tra cui:
- dislessia: caratterizzata da difficoltà nella decodifica delle parole scritte e nella comprensione del testo;
- disgrafia: caratterizzata da difficoltà nella produzione di scrittura leggibile e coerente;
- disortografia: caratterizzata da difficoltà nell'organizzazione e nella rappresentazione grafica delle parole scritte;
- discalculia: caratterizzata da difficoltà nella comprensione dei concetti matematici e nell'esecuzione di operazioni aritmetiche.

La diagnosi accurata dei DSA richiede valutazioni dettagliate, comprese test standardizzati specifici, valutazioni neuropsicologiche e osservazioni cliniche. Il trattamento e supporto dei DSA spesso coinvolge interventi personalizzati, come programmi di intervento comportamentale strutturato, supporto educativo individualizzato e consulenza psicologica.

### Disturbi del movimento
I disturbi del movimento comprendono una serie di condizioni neurologiche che influenzano la capacità del corpo di muoversi in modo coordinato e controllato. Questi variazioni neuro-motorie possono manifestarsi in diversi modi, tra cui problematiche nella coordinazione motoria, nel movimento stereotipato e tic.
Le cause esatte dei disturbi del movimento possono variare a seconda della condizione specifica, ma spesso coinvolgono anomalie neurologiche o lesioni cerebrali che influenzano la capacità del cervello di controllare i movimenti del corpo. Fattori genetici, ambientali e neurochimici possono anche contribuire allo sviluppo di tali variazioni.
I disturbi del movimento possono essere classificati in base agli effetti che hanno sul movimento del corpo:
- diminuzione o rallentamento del movimento: includono la malattia di Parkinson, caratterizzata da movimenti lenti e rigidità muscolare;
- aumento del movimento: come nel caso di il tremore, distonia e acatisia, caratterizzati da movimenti involontari eccessivi o irregolari;
- disturbi che aumentano e diminuiscono il movimento: alcune condizioni, come il morbo di Parkinson[43] avanzato, possono causare sia ipomobilità che iperattività nei movimenti.

Il trattamento dei disturbi del movimento dipende dalla gravità e dalla causa sottostante della condizione. Le opzioni terapeutiche possono includere terapia fisica, terapia occupazionale, supporto farmacologico e interventi chirurgici in casi selezionati.

#### Disturbo della coordinazione motoria
Il disturbo della coordinazione motoria è caratterizzato da una difficoltà nell'esecuzione di movimenti volontari e riflessi in modo fluido e coordinato. Le persone con questo disturbo sono definite impacciate nei movimenti e presentano difficoltà nell'eseguire attività quotidiane che richiedono precisione e coordinazione, come scrivere o vestirsi.

#### Disturbo da movimento stereotipato
Questo disturbo si manifesta attraverso comportamenti motori ripetitivi, senza uno scopo apparente e spesso involontari. I soggetti possono impegnarsi in movimenti come dondolarsi, sbattere la testa o muovere le mani in modo ripetitivo e ritmico. Questi comportamenti possono interferire con le attività quotidiane e ridurre la qualità della vita.

#### Disturbi da tic
I disturbi da tic sono caratterizzati da movimenti o voci ripetitive. Possono essere semplici, come scoprire gli occhi, tossire, emettere suoni vocali e brevi versi o scrollare le spalle, oppure complessi come toccare oggetti in un certo ordine, eseguire una sequenza di movimenti, ripetere parole o frasi etc. Questi tic possono variare in intensità e frequenza e possono essere temporaneamente soppressi o accentuati da fattori emotivi (stress, ansia, eccitazione, traumi, tristezza, stati di relax), fattori cognitivi (distrazioni o intense concentrazioni diminuiscono i tic) e fattori ambientali ed epigenetici. I tic non sono sempre involontari, possono essere presenti componenti sensitive premonitorie, ad esempio prurito, stato di benessere, formicolio o altre urgenze somatiche, tuttavia inibire e controllarli comporta un accumulo di tensione e estrema fatica.

## Neurodivergenza
Le neurodivergenze nell'ambito dei disturbi del neurosviluppo, rappresentano una prospettiva più inclusiva e accurata per comprendere le variazioni nel funzionamento cerebrale umano. In contrasto con l'approccio tradizionale che considera l'autismo e altri funzionamenti del sistema nervoso come malattie o disturbi, la neurodivergenza enfatizza invece la diversità naturale nel modo in cui il cervello funziona ed opera neurocognitivamente.
Terminologia
Il termine neurodiversità fu coniato dalla sociologa e attivista australiana Judy Singer, come sinonimo di biodiversità neurologica, ma la prima volta che il termine è apparso in forma stampata è nell'articolo del giornalista Harvey Blume del 1998 sull'Atlantic intitolato "Neurodiversity"
All'interno di questa cornice, le persone dello spettro dell autismo, PAS, ADHD, dislessia e tantissime altre varianti del neurosviluppo non sono viste come affette da patologie e dunque disturbi, ma piuttosto come individui con modalità di elaborazione delle informazioni e con un funzionamento cerebrale di natura cognitiva, comportamentale, sensoriale ed emotiva uniche. Questo approccio mira a promuovere una maggiore comprensione e accettazione delle differenze cognitive, comportamentali e di elaborazione percettiva e sensoriali presenti nelle persone neurodivergenti. 
Per neurodivergenza si intende quindi una vasta gamma di condizioni del neurosviluppo, come l'autismo, il disturbo da deficit di attenzione e iperattività (ADHD), i disturbi dell'apprendimento, la disprassia, la sindrome di Tourette, i disturbi del linguaggio, la plusdotazione, l’alta sensibilità (PAS) e i disturbi del movimento. Queste condizioni condividono il comune denominatore di differenze nel funzionamento cerebrale o in alcuni tratti, rispetto alla maggioranza della popolazione, definita neurotipica. Studi condotti da vari ricercatori nel campo delle neuroscienze hanno evidenziato che le persone neurodivergenti mostrano modalità alternative di elaborazione delle informazioni a livello sensoriale, emotivo, sociale e cognitivo. Ad esempio, ricerche condotte da Jones et al. (2019) hanno dimostrato che alcune persone autistiche manifestano ipersensibilità sensoriale a determinati stimoli ambientali.
Valutazione e supporto
La diagnosi delle condizioni neurodivergenti è un processo multidisciplinare che coinvolge una valutazione dettagliata delle caratteristiche dell'individuo. La neurodivergenza tendenzialmente è innata, genetica e non può essere acquisita successivamente nella vita. Uno studio condotto da Smith et al. (2021) ha evidenziato che le caratteristiche neurodivergenti emergono da una complessa interazione di fattori genetici, neurobiologici e ambientali durante il periodo prenatale e postnatale. Le strategie di supporto per le persone neurodivergenti dipendono dal funzionamento specifico dell’individuo e possono includere una varietà di approcci, come la gestione dell'ambiente, l'uso di psicofarmaci e psicoterapie per fronteggiare le sfide presenti nella nostra società attualmente neuronormativa progettata per e da persone neurotipiche in ambito scolastico, lavorativo e delle regole sociali, il supporto educativo personalizzato, le tecniche di organizzazione e la terapia comportamentale. Studi condotti da Johnson et al. (2020) hanno dimostrato che un accomodamento mirato e individualizzato può migliorare significativamente la qualità della vita delle persone neurodivergenti, consentendo loro di affrontare in modo efficace le sfide quotidiane e di sviluppare al meglio le proprie abilità.
Approccio inclusivo
L'esclusione scolastica e il maggior rischio di prevaricazione tra pari nei bambini neurodivergenti della scuola primaria ha indotto un team composto da 8 persone neurodiverse a creare il Learning About Neurodiversity at School (LEANS), un programma progettato per educare i bambini della scuola primaria sulle neurodivergenze. Il team ha come scopo quello di aumentare l'accettazione e l'inclusione delle neurodiversità nel gruppo dei pari, tuttavia questo progetto non include la sindrome di Tourette o le variabili del linguaggio. 
Insegnare le competenze sociali conformi agli standard neurotipici alle persone neurodivergenti, può non promuovere l’inclusione e l’accettazione nelle comunità, poiché invece di adattarsi al contesto sociale in modo autentico, gli individui neurodivergenti possono attuare masking, una strategia adattiva che favorisce l'insorgenza di disagi di natura psicofisica e lo stigma.
Potrebbe essere utile anche una progettazione di ambienti sensorialmente neutri che minimizzino sovraccarichi o sotto-stimolazioni sensoriali, con particolare attenzione alla riduzione dei rumori di fondo grazie all’uso di materiali fonoassorbenti, sistemi di insonorizzazione, luci artificiali dimmerabili (LED) regolabili etc. consentendo alle persone di regolare sempre di più l’esperienza sensoriale in base alle proprie esigenze.
Lavoro e neurodiversità
Gli individui neurodivergenti sono spesso soggetti a pregiudizi durante il processo di candidatura e colloquio per posizioni lavorative.Ad esempio, il report NeuroUnity evidenzia barriere come pratiche di reclutamento non inclusive, difficoltà durante l'onboarding e l'ambiente di lavoro poco adatto. Inoltre, la mancanza di progressione nelle carriere e la gestione inadeguata del distacco contribuiscono al disagio dei lavoratori neurodivergenti. Tra le soluzioni proposte nel report si evidenzia: l'adozione di certificazioni per la neurodiversità, l'uso di framework di competenze flessibili, la creazione di ruoli di supporto dedicati. Il report suggerisce anche di integrare tecnologie assistive e programmi di formazione obbligatorie.
Organizzazioni come il FORRT promuovono una maggiore rappresentazione della neurodiversità in accademia, fornendo database di ricerche condotte da studiosi neurodivergenti, che potrebbero migliorare l’accessibilità e l’apertura nel contesto di ricerca.

## Masking e stigmatizzazione
Alcune persone neurodivergenti tentano di ridurre il rischio di essere stigmatizzati, bullizzati, e/o discriminati, camuffando alcuni comportamenti della propria identità e aumentando contemporaneamente i tratti accettabili in una società neuro-normativa.
Il concetto di stigma è stato inizialmente definito da Erving Goffman (1963) come un attributo che scredita una persona, riducendola da uno status considerato "normale" a uno "svalutato" o "deviante" agli occhi della società, favorendo l’esclusione sociale e la riduzione dell’autostima. Ad esempio, i bambini autistici sono molti soggetti a incontrare stigmatizzazione, influenzando le interazioni sociali e il tempo trascorso nelle attività collaborative tra pari. Lo stigma, oltre ad aumentare la presenza di comportamenti al fine di "camuffarsi" socialmente, può influenzare anche i caregivers portando ad uno "stigma affiliato", che potrebbe impattare sul benessere dei membri della famiglia. Lo stigma è definito come uno stressor ambientale cronico ma modificabile e, secondo studi recenti, può trasformare condizioni o lievi disagi in disturbi psichiatrici completi.
Lo stigma può anche essere rivolto a se stessi, tramite sentimenti di vergogna, paura e pregiudizi internalizzati. Si parla in questo caso di self-stigma, significa che l'individuo ha internalizzato e fatto suoi i pregiudizi ricevuti dal contesto culturale, creandosi una "nuova degradata identità" che impatta il funzionamento all'interno della società e la qualità di vita. Un esempio sono alcune persone ADHD che in uno studio hanno definito alcune loro caratteristiche come immature o socialmente inappropriate, come risposta alla tendenza della società ad accusare gli individui neurodivergenti di non essere disposti ad adattarsi al sistema sociale.
Secondo Il ricercatore Adam Clarke, i pregiudizi riguardo alle presunte cause e medicalizzazioni rafforzano ulteriormente la convinzione che la colpa della loro condizione sia degli individui stessi. Ad esempio, affermazioni come "l'ADHD è causato dalla consumazione di troppo zucchero, alcol e sostanze stupefacenti".
Il fenomeno dello stigma diventa ancora più evidente quando le persone neurodivergenti appartengono a più identità minoritarie, come ad esempio per genere, etnia, orientamento sessuale e relazioni interpersonali, poiché più sistemi di oppressione si intrecciano, e aumentano generalmente le discriminazioni.
Alcuni movimenti, come quelli per le persone altamente sensibili(PAS) stanno tentando di invertire lo stigma e l'invisibilizzazione di questa condizione, che oggi è poco considerata, non esiste una diagnosi, ma solo dei test auto-diagnostici sui social media o su libri che spesso riflettono preconcetti culturali di "iperemotività" come "piangere facilmente di fronte ad un film" , la quale non è una caratteristica sufficiente per provare l'alta sensibilità che presenta una sensorialità e una cognizione complesse.